# Cambia discos

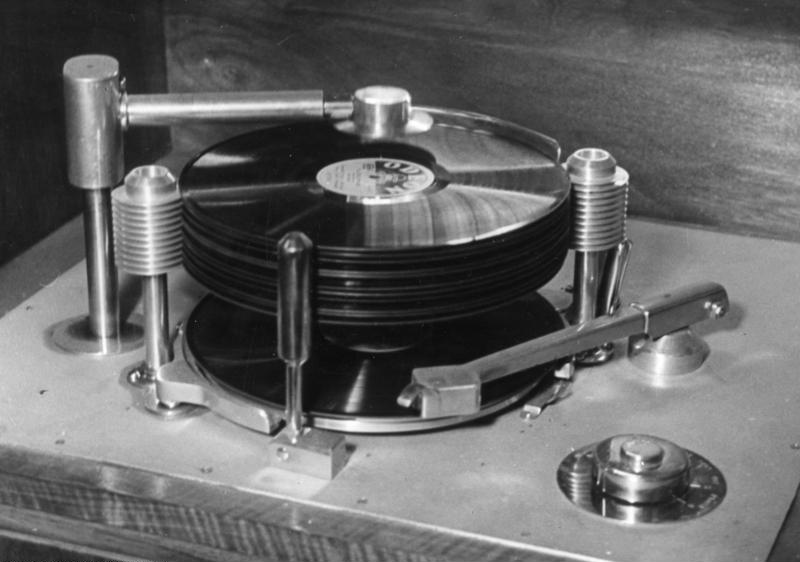
Tocadiscos Polte con cambia discos (1949), que garantizaba la mayor protección posible de los discos evitando que se tocaran entre sí

Un cambia discos (o también cambiador de discos o cambiador automático) es un dispositivo mecánico que permite reproducir una secuencia de discos fonográficos sin la intervención del usuario. Aparecieron por primera vez a finales de la década de 1920 y fueron comunes hasta la década de 1980.

## Historia

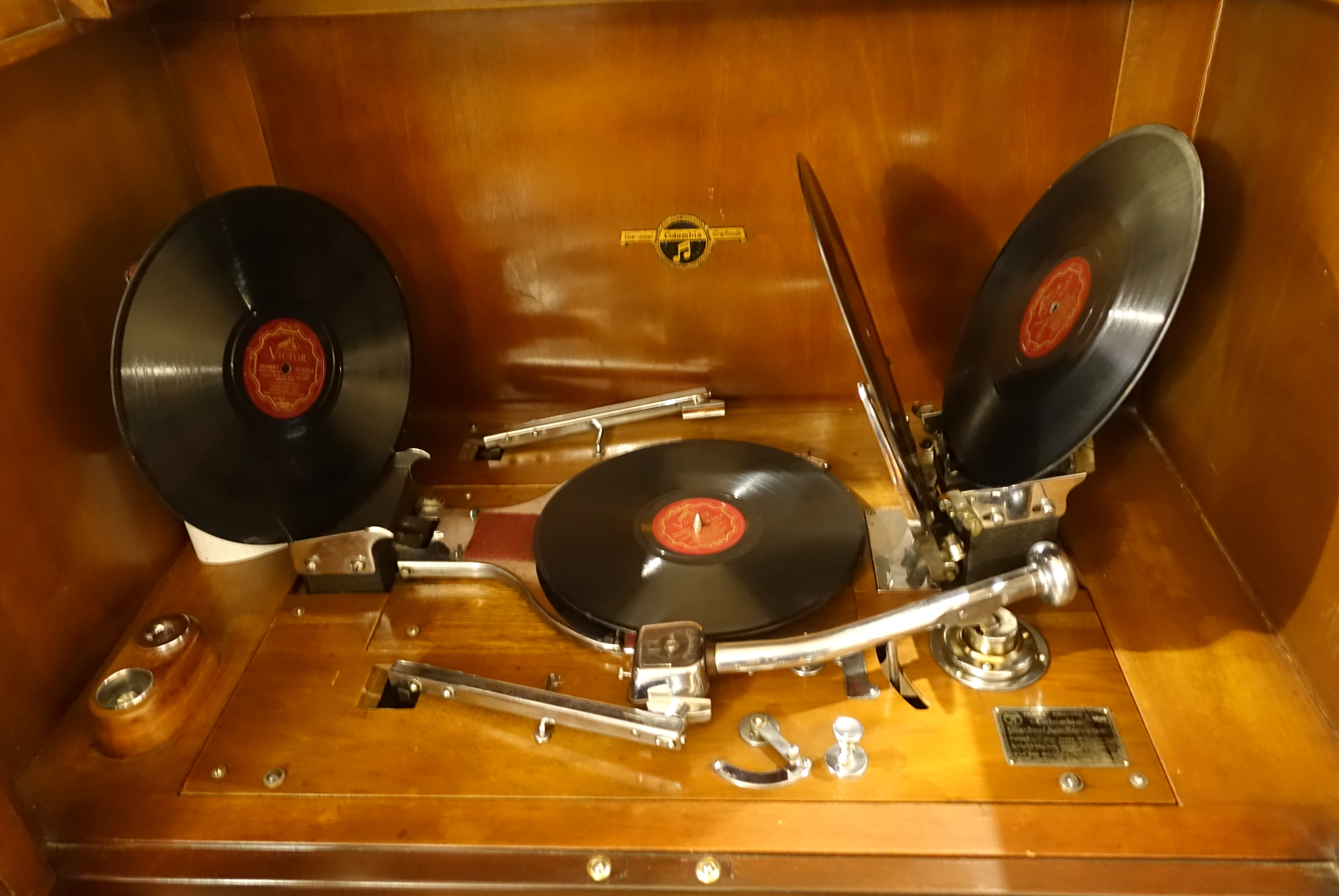
Cambiador Columbia, fabricado en Japón

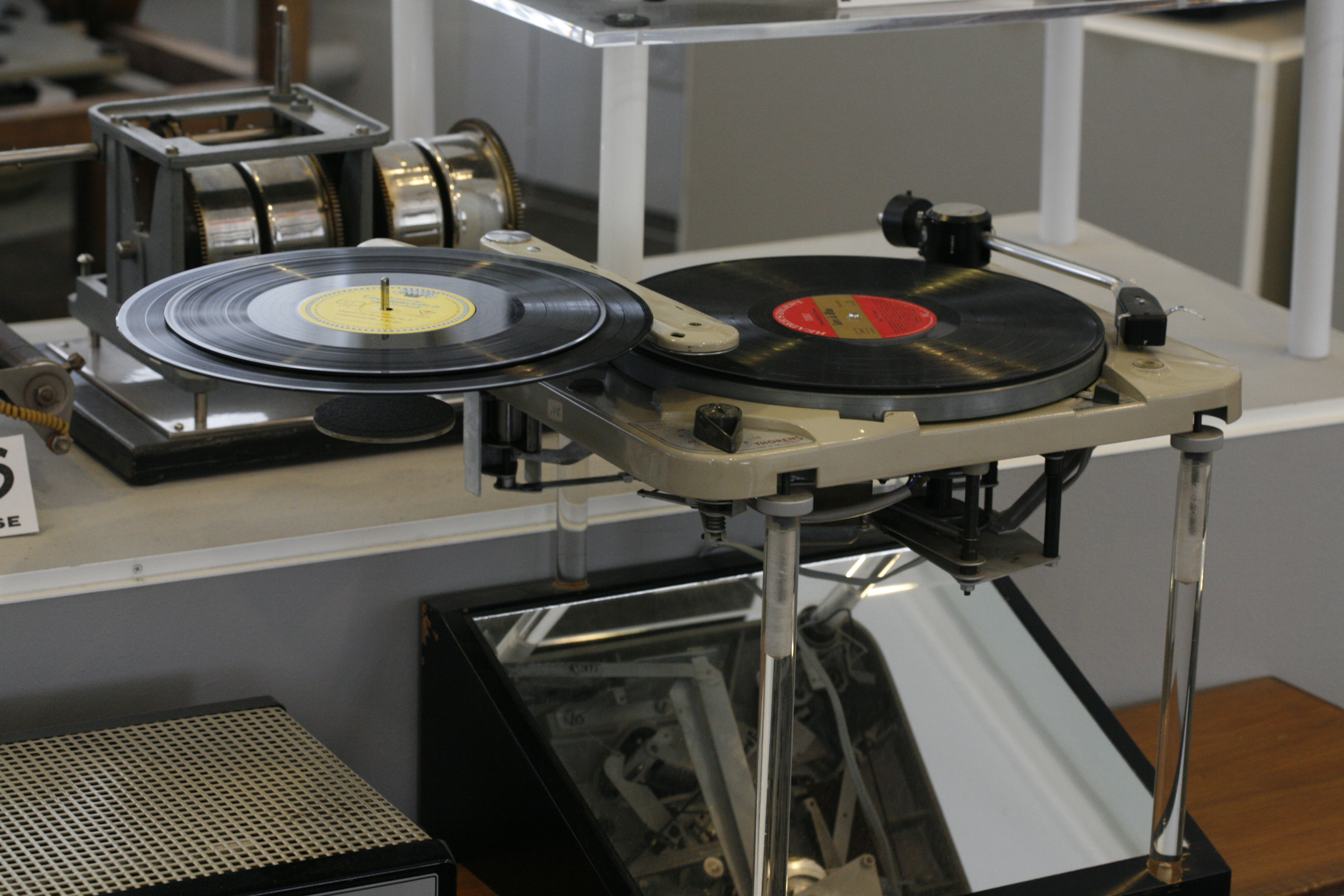
Cambiador de discos deslizante

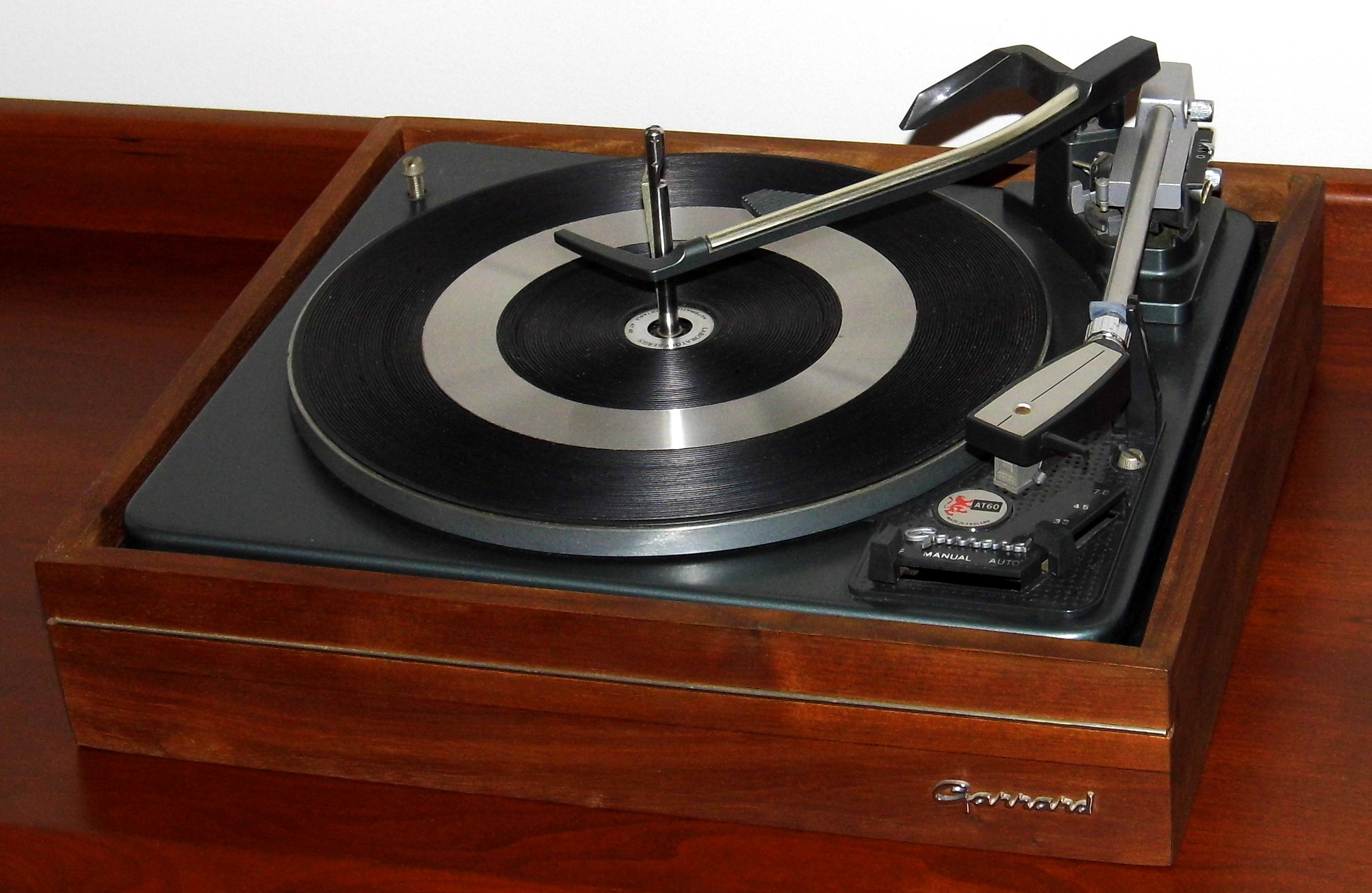
Tocadiscos Garrard con cambiador automático. En el centro, el brazo auxiliar que mantiene la pila de discos en posición horizontal

El cambiador de discos con un diseño de eje central escalonado fue inventado por Eric Waterworth de Hobart, Australia, en 1925. Junto con su padre, llevó el dispositivo a Sídney, y acordaron con una compañía llamada Home Recreations instalarlo en su próximo fonógrafo, el Salonola. Aunque esta novedad se mostró en el Sydney Royal Easter Show de 1927, la empresa entró en liquidación y el nuevo fonógrafo nunca se comercializó. En 1928, los Waterworth viajaron a Londres, donde vendieron su patente a la recién creada Symphony Gramophone and Radio Co. Ltd.
Waterworth construyó tres prototipos de su invención, uno de los cuales se vendió a Home Recreations como modelo de la propuesta para su tocadiscos Salonola, como se cita anteriormente, que ahora, según se informa, está en la colección del Museo de Artes Aplicadas y Ciencias de Sídney.
El segundo prototipo fue a Inglaterra con Eric y su padre, y se vendió como parte del acuerdo antes mencionado con la Symphony Gramophone and Radio Company. Se desconoce el destino de esta máquina.
El tercer prototipo nunca se ensambló por completo y permaneció en piezas debajo de la casa de los Waterworth durante unos sesenta años. Después de la muerte de Eric, la familia encontró las partes desmontadas de la máquina y se las ofreció a la Asociación de Conservación del Sonido de Tasmania. La oferta fue aceptada y un miembro entusiasta comenzó la tarea de reensamblar el prototipo. Se encontró que solo faltaban unas pocas piezas pequeñas, y quedaban suficientes para terminar de ensamblarlo y restaurarlo a una condición de trabajo rudimentaria. Este prototipo de cambiador de discos se encuentra ahora en exhibición en el centro de recursos de la Asociación de Preservación del Sonido de Tasmania, en un barrio de Hobart llamado Bellerive.
El primer cambia discos comercialmente exitoso fue el modelo "Automatic Orthophonic" de la Victor Talking Machine Company, lanzado en los Estados Unidos en 1927. En un gramófono convencional o fonógrafo, el tiempo de reproducción limitado de los discos de 78 rpm (un promedio de poco más de cuatro minutos por cara en los discos de 12 pulgadas y un poco más de tres en los de 10 pulgadas) significaba que los oyentes tenían que levantarse para cambiar los discos cada poco tiempo. El Automatic Orthophonic permitía que el oyente cargara una pila de varios discos en la máquina, que luego se reproducían automáticamente en secuencia durante un tiempo de escucha ininterrumpido mucho más largo.
A finales de la década de 1950, Garrard y Dual dominaban el mercado de cambiadores de discos de alta gama en los Estados Unidos. Desde finales de la década de 1950 hasta finales de la de 1960, VM Corporation (Voice of Music) de Benton Harbor, EE. UU., dominó el mercado estadounidense de cambiadores de discos de fabricantes de equipos originales de menor precio. La mayoría de los cambiadores de discos de VM (Voice of Music) se vendieron a fabricantes de audio como Zenith y se instalaron en sistemas estéreo o mono del tamaño de una consola, portátiles o compactos de precio bajo o medio. Cuando se suministraban a fabricantes de equipos originales no estaban etiquetados con la marca comercial Voice of Music en la propia unidad, reservada para los componentes separados y para los que formaban parte integral de sus propios fonógrafos. Fuera de los Estados Unidos, la tecnología del cambiador de discos de VM se concedió bajo licencia a varios fabricantes. Telefunken, entonces de Alemania Occidental, fue una de esas empresas que firmó un acuerdo de licencia con VM Corporation. A finales de la década de 1960 (1969), BSR & MacDonald desplazó a VM como el fabricante de cambiadores más grande del mundo y también dominó el mercado estadounidense del suministro a otras marcas.
Garrard introdujo en 1960 un tocadiscos de alta fidelidad equipado con cambiadiscos, que además disponía de un brazo lector equilibrado de calidad profesional y un plato no magnético de fundición pesada, ambas características que antes solo se encontraban en los tocadiscos manuales. Para indicar sus prestaciones superiores, se le llamó "Plataforma giratoria automática". El nombre y el rendimiento mejorado se popularizaron y otros fabricantes comenzaron a producir tocadiscos automáticos con características y rendimiento de nivel profesional.
La mayoría de los tocadiscos de consumo de precio medio de las décadas de 1950 a 1970 estaban equipados con cambiadores. Pero los cambiadores que apilaban discos con el tiempo se volvieron más raros debido a la creencia cada vez mayor de que contribuían en gran medida al desgaste y a la "deformación" de los discos, y finalmente fueron reemplazados por giradiscos en los que la aguja se situaba manualmente, que reproducían solo un disco cada vez.

## Funcionamiento
Los mecanismos de cambio de discos a menudo eran muy complicados. Generalmente sostenían una pila de discos insertados en un eje central alargado, y eran sostenidos en posición horizontal por un brazo especial diseñado para mantener la pila estable presionándola ligeramente hacia abajo. Algunas unidades tenían palpadores que podían detectar el tamaño de cada disco (los tres tamaños estándar eran de 7, 10 o 12 pulgadas) y colocar el brazo del tocadiscos en automáticamente en el comienzo del disco. Algunos, incluido el cambiador que se muestra en la imagen, utilizaban un sensor de tamaño variable que permitía reproducir tamaños distintos al de los tres tamaños estándar. Debe tenerse en cuenta que el Dual 1003 en la imagen maneja una pila de discos con cuatro tamaños diferentes, que se pueden colocar en cualquier orden. Los modelos más básicos requerían que el diámetro del disco se seleccionara manualmente y, por lo tanto, no permitían apilar discos de diferentes tamaños. Los dispositivos siguientes figuraron entre los más populares (con ejemplos):
Sensores de tres tamaños:
- Mando selector de tamaño  –  sin mezcla de tamaño (BSR 1968 a 1973)
- Mando selector de tamaño y velocidad  –  sin mezcla de tamaño, por lo que algunos tipos no se podían reproducir automáticamente (Garrard después de 1969)
- Sensores ascendentes en o junto a la plataforma giratoria  –  sin mezcla de tamaño, pero con detección automática de tamaño (PE después de 1970)
- Sensor descendente de disco  –  mezcla aleatoria  –  tamaños mezclados en cualquier orden (BSR antes de 1968)
- Sensores ascendente y descendente de discos  –  discos mezclados de 10 y 12 pulgadas frente a la reproducción separada de 7 pulgadas (VM 1950 a 1970)
- Sensor de la pila restante  –  apilamiento organizado, registros grandes antes que pequeños (Webster Chicago 1950 a 1953)
- Sensor en la punta de un brazo de la pila restante  –  también apilamiento organizado (Collaro/Magnavox después de 1967)

Sensores de tamaño variable:
- Escaneo con el brazo fonocaptor de todo el apilamiento restante  –  apilamiento organizado, admitía tamaños singulares (Collaro/Magnavox 1954 a 1967)
- Escaneo con el brazo fonocaptor del disco inferior del apilamiento  –  apilamiento libre, admitía tamaños singulares (PE 1957 a 1969)
- Brazo con ruedas palpadoras (detectaba el disco superior en el tocadiscos)  –  mezcla aleatoria  – , tamaños singulares (Dual 1003, 1004, 1005, 1006)
- Brazo con ruedas palpadoras (detectaba el disco inferior en la pila)  –  mezcla aleatoria  – , tamaños singulares (Miracord 9 y 90)
- Escaneo con el brazo fonocaptor de discos separados  –  mezcla aleatoria, tamaños singulares (Thorens TD-224)

Los audiófilos finalmente prescindieron de los cambiadores de discos debido al efecto sobre la fidelidad de la reproducción como resultado de los cambios en el ángulo del brazo fonocaptor al variar la altura de la pila de discos depositados sobre el plato, y por la preocupación sobre el trato aparentemente brusco que los cambiadores daban a los discos, particularmente debido al daño leve pero acumulativo en los orificios producidos por el eje. Además, los discos se dejaban caer desde una altura de unas pocas pulgadas sobre el disco o la pila de abajo o el plato del tocadiscos, y se producían algunos deslizamientos y frotamientos entre los discos apilados, rayando las etiquetas porque el disco que acababa de caer no aceleraba instantáneamente a la velocidad de rotación del eje y de los discos situados por debajo. La mayoría de estos temores eran infundados en los cambiadores fabricados después de 1953. Cambiadores más avanzados, como el modelo TD-224 de Thorens y el ADC Accutrac+6, abordaron parcialmente estos problemas.

## Secuenciación automática
La numeración de las caras de los discos en muchos álbumes dobles (y cajas recopilatorias de discos (tanto de 78 rpm como LP) en una determinada secuencia permitía apilarlos y reproducirlos en cambiadores de discos. Después de apilar los discos y se había reproducido una cara de cada uno, se daba la vuelta a la pila completa y se volvía a colocar en el cambiador. Por lo tanto, para poder escuchar la secuencia adecuada, cada disco de un conjunto de cuatro discos contendría, respectivamente, los "caras" 1 y 8, 2 y 7, 3 y 6 y 4 y 5. Esta práctica era conocida como "secuenciación automática", "secuenciación del cambiador" o "autoacoplamiento". En los días anteriores al LP, las sinfonías y conciertos clásicos, y más tarde determinados registros originales de gran duración se grabarían utilizando este formato.
Esta "secuencia de caída automática" se diseñó para cambiadores que simplemente pasaban los discos en lugar de invertir la pila mientras se reproducía en secuencia. Otros cambiadores, incluidos algunos fabricados en la década de 1930 por RCA y GE, además del Thorens TD-224, mucho más tardío, eran capaces de invertir la pila automáticamente. Las unidades RCA y GE mantenían los discos apilados en el tocadiscos, y deslizaban el disco superior hacia un lado después de reproducirlo. Se ideó una secuencia especial para estos cambiadores, denominada "secuencia de deslizamiento automático", acoplando los lados 1 y 5, 2 y 6, 3 y 7 y 4 y 8.
Algunos cambiadores podían reproducir ambas caras de cada disco, utilizando la secuencia manual normal (lados acoplados 1 y 2, 3 y 4, 5 y 6 y 7 y 8). Algunos ejemplos fueron los cambiadores Markel 75, Capehart, Fisher/Lincoln, Garrard RC-100 y Thorens Symphony CD50/CD53.
Durante finales de la década de 1930 y principios de la de 1940, Victor lanzó juegos de discos de 78 rpm en las tres secuencias (con números de juego precedidos por M para manual, DM para secuenciación automática de caída o AM para secuenciación automática de deslizamiento), para los cambiadores de cada uno de los tres tipos. Columbia utilizó la secuenciación MM para conjuntos de caída automática de tres o más discos, X para conjuntos manuales y MX para conjuntos de caída automática de dos discos.
Algunas copias para las estaciones de radio se produjeron en "secuencia de relevo" para ser reproducidas en dos tocadiscos sin interrupción entre las caras, que se acoplaban como 1 y 3, 2 y 4, 5 y 7 y 6 y 8. La secuencia de deslizamiento automático también permitía la reproducción ininterrumpida con dos tocadiscos.